# Júpiter quente

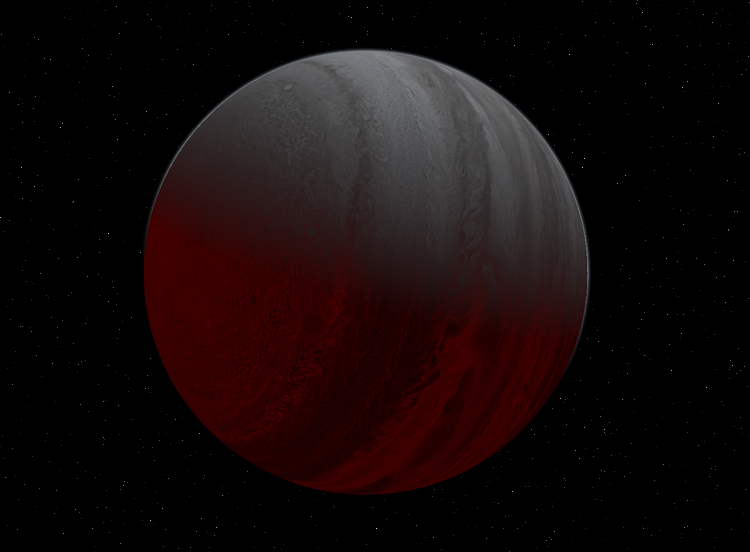
Impressão artística de HD 188753 b, um Júpiter quente

Os Júpiteres quentes são uma classe de exoplanetas gigantes gasosos que se infere serem fisicamente semelhantes a Júpiter, mas que têm períodos orbitais muito curtos (P < 10 dias). A proximidade de suas estrelas e as altas temperaturas da atmosfera e da superfície resultaram em seu nome informal "Júpiteres quentes".
Os Júpiteres quentes são os exoplanetas mais fáceis de detectar através do método da velocidade radial, porque as oscilações que eles induzem no movimento de suas estrelas hospedeiras são relativamente grandes e rápidas em comparação com as de outros tipos conhecidos de planetas. Um dos Júpiteres quentes mais conhecidos é o 51 Pegasi b. Descoberto em 1995, foi o primeiro exoplaneta encontrado orbitando uma estrela parecida com o Sol. 51 Pegasi b tem um período orbital de cerca de 4 dias.

## Características gerais

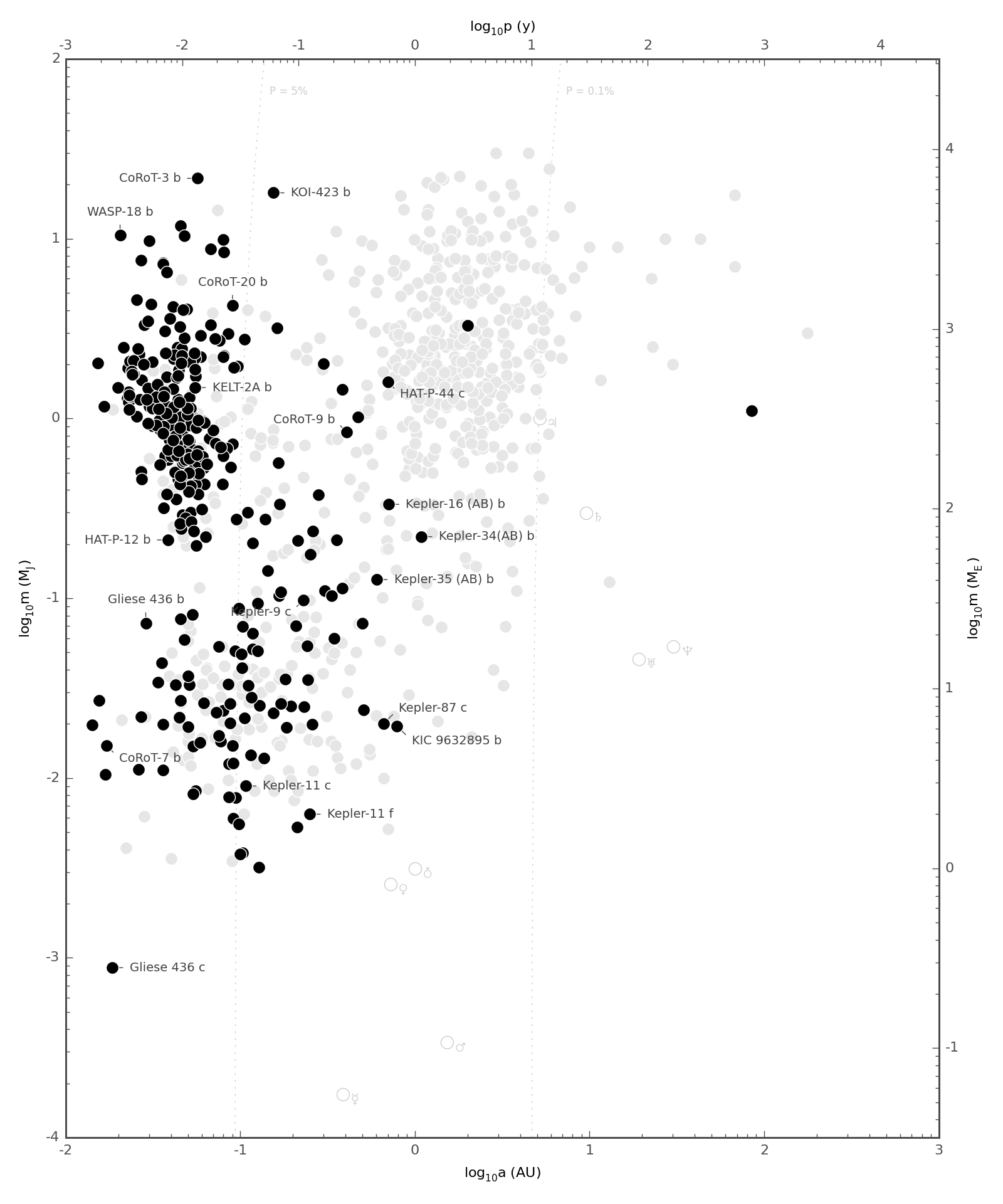
Júpiteres quentes (ao longo da borda esquerda, incluindo a maioria dos exoplanetas detectados usando o método de trânsito, indicado com pontos pretos) descobertos até 2 de janeiro de 2014

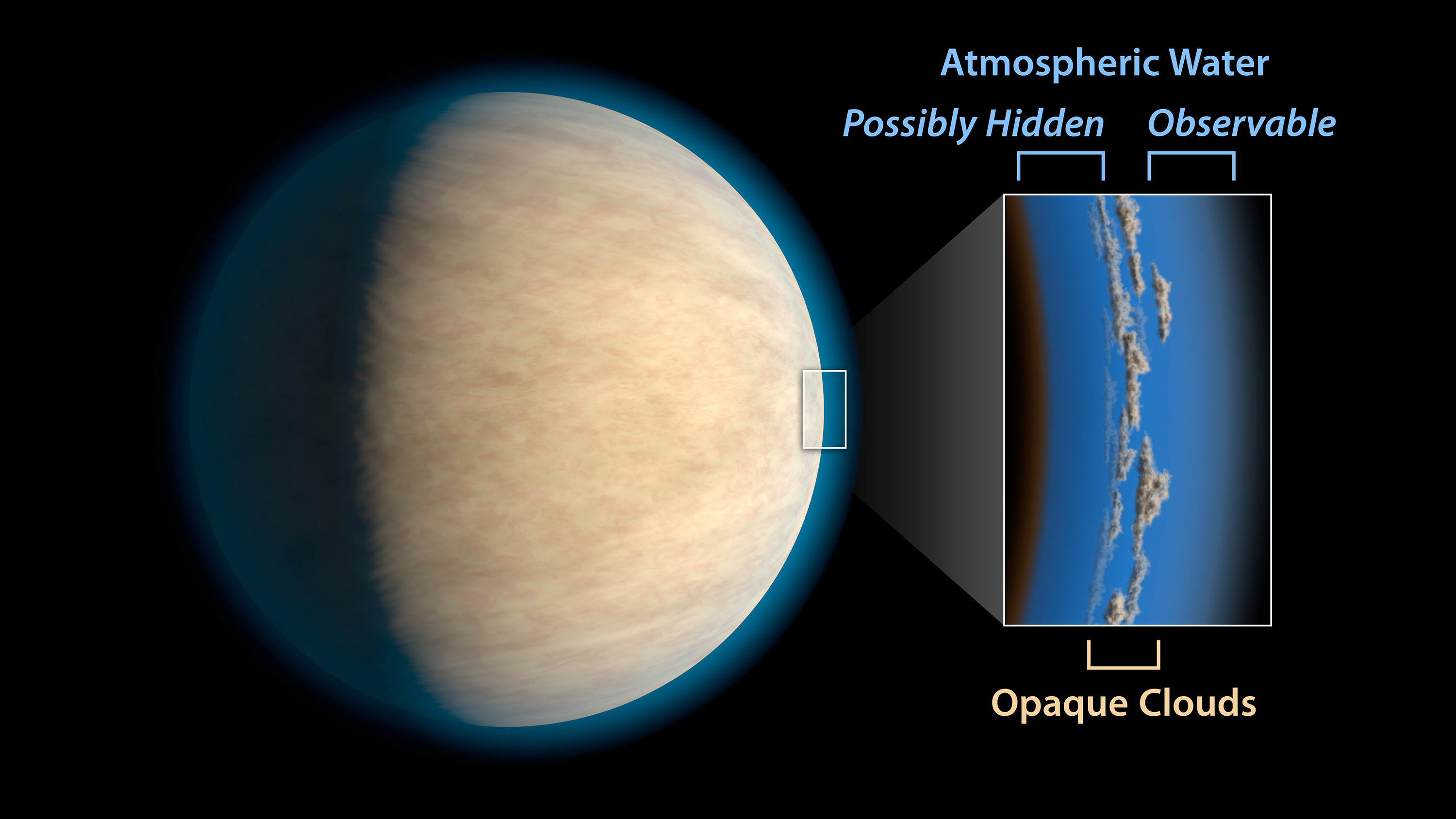
Júpiter quente com água escondida

Embora haja diversidade entre os Júpiteres quentes, eles compartilham algumas propriedades comuns.
- Suas características definidoras são suas grandes massas e períodos orbitais curtos, abrangendo 0.36 a 11.8 massas de Júpiter e 1,3 a 111 dias terrestres.[5] A massa não pode ser maior que aproximadamente 13.6 massas de Júpiter, porque então a pressão e a temperatura dentro do planeta seriam altas o suficiente para causar a fusão do deutério, e o planeta seria uma anã marrom.[6]
- A maioria tem órbitas quase circulares (baixas excentricidades). Acredita-se que suas órbitas sejam circularizadas por perturbações de estrelas próximas ou forças de maré.[7] Se eles permanecem nessas órbitas circulares por longos períodos de tempo ou colidem com suas estrelas hospedeiras depende do acoplamento de sua evolução orbital e física, que estão relacionadas através da dissipação de energia e deformação de marés.[8]
- Muitos têm densidades excepcionalmente baixas. O mais baixo medido até agora é o de TrES-4 a 0,222 g/cm3.[9] Os grandes raios dos Júpiteres quentes ainda não são totalmente compreendidos, mas acredita-se que os envelopes expandidos podem ser atribuídos à alta irradiação estelar, altas opacidades atmosféricas, possíveis fontes internas de energia e órbitas próximas o suficiente de suas estrelas para as camadas externas dos planetas excedam seu limite de Roche e ser puxado ainda mais para fora.[9][10]
- Geralmente eles são travados por maré, com um lado sempre voltado para sua estrela hospedeira.[11]
- Eles provavelmente têm atmosferas extremas e exóticas devido a seus períodos curtos, dias relativamente longos e bloqueio de maré.[3]
- Modelos de dinâmica atmosférica preveem forte estratificação vertical com ventos intensos e jatos equatoriais super-rotantes impulsionados por força radiativa e transferência de calor e momento.[12][13] Modelos recentes também preveem uma variedade de tempestades (vórtices) que podem misturar suas atmosferas e transportar regiões quentes e frias de gás.[14]
- Prevê-se que a diferença de temperatura dia-noite na fotosfera seja substancial, aproximadamente 500 K para um modelo baseado em HD 209458 b.[13]
- Eles parecem ser mais comuns em torno de estrelas de classe F e G e menos em torno de estrelas de classe K. Júpiteres quentes em torno de anãs vermelhas são muito raros.[15] Generalizações sobre a distribuição desses planetas devem levar em conta os vários vieses observacionais, mas em geral sua prevalência diminui exponencialmente em função da magnitude estelar absoluta.[16]

## Formação e evolução
Existem três escolas de pensamento sobre a possível origem dos Júpiteres quentes. Uma possibilidade é que eles foram formados in situ nas distâncias em que são observados atualmente. Outra possibilidade é que eles foram formados à distância, mas depois migraram para dentro. Tal mudança de posição pode ocorrer devido a interações com gás e poeira durante a fase da nebulosa solar. Também pode ocorrer como resultado de um encontro próximo com outro grande objeto desestabilizando a órbita do Júpiter quente.

### Migração
Na hipótese de migração, um Júpiter quente se forma além da linha de gelo, a partir de rocha, gelo e gases através do método de acreção do núcleo da formação planetária. O planeta então migra para dentro da estrela, onde eventualmente forma uma órbita estável. O planeta pode ter migrado suavemente para dentro através da migração orbital tipo II. Ou pode ter migrado mais repentinamente devido à dispersão gravitacional em órbitas excêntricas durante um encontro com outro planeta massivo, seguido pela circularização e encolhimento das órbitas devido às interações de maré com a estrela. A órbita de um Júpiter quente também pode ter sido alterada através do mecanismo de Kozai, causando uma troca de inclinação por excentricidade resultando em uma órbita de baixo periélio de alta excentricidade, em combinação com atrito de maré. Isso requer um corpo maciço, outro planeta ou um companheiro estelar, em uma órbita mais distante e inclinada; aproximadamente 50% dos Júpiteres quentes têm companheiros distantes de massa de Júpiter ou maiores, o que pode deixar o Júpiter quente com uma órbita inclinada em relação à rotação da estrela.
A migração do tipo II acontece durante a fase da nebulosa solar, ou seja, quando o gás ainda está presente. Fótons estelares energéticos e ventos estelares fortes neste momento removem a maior parte da nebulosa restante. A migração através do outro mecanismo pode ocorrer após a perda do disco de gás.

### In situ
Em vez de serem gigantes gasosos que migraram para dentro, em uma hipótese alternativa, os núcleos dos Júpiteres quentes começaram como Super-Terras mais comuns que acumularam seus envelopes de gás em suas localizações atuais, tornando-se gigantes gasosos in situ. As Super-Terras que fornecem os núcleos nesta hipótese podem ter se formado in situ ou a distâncias maiores e sofreram migração antes de adquirir seus envelopes de gás. Como as Super-Terras são frequentemente encontradas com companheiros, os Júpiteres quentes formados in situ também podem ter companheiros. O aumento da massa do Júpiter quente que cresce localmente tem vários efeitos possíveis nos planetas vizinhos. Se o Júpiter quente mantiver uma excentricidade maior que 0.01, ressonâncias seculares abrangentes podem aumentar a excentricidade de um planeta companheiro, fazendo com que ele colida com o Júpiter quente. O núcleo do Júpiter quente neste caso seria extraordinariamente grande. Se a excentricidade do Júpiter quente permanecer pequena, as ressonâncias seculares arrebatadoras também podem inclinar a órbita do companheiro. Tradicionalmente, o modo de conglomeração in situ tem sido desfavorecido porque a montagem de núcleos maciços, que é necessária para a formação de Júpiteres quentes, requer densidades superficiais de sólidos ≈ 104 g/cm2, ou maiores. Pesquisas recentes, no entanto, descobriram que as regiões internas dos sistemas planetários são frequentemente ocupadas por planetas do tipo Super-Terra. Se essas Super-Terras se formaram a distâncias maiores e migraram para mais perto, a formação de Júpiteres quentes in situ não é inteiramente in situ.

### Perda atmosférica
Se a atmosfera de um Júpiter quente for removida por meio de escape hidrodinâmico, seu núcleo pode se tornar um planeta ctônico. A quantidade de gás removida das camadas mais externas depende do tamanho do planeta, dos gases que formam o envelope, da distância orbital da estrela e da luminosidade da estrela. Em um sistema típico, um gigante gasoso orbitando a 0,02 UA (unidade astronômica) em torno de sua estrela hospedeira perde 5-7% de sua massa durante sua vida, mas orbitar mais perto de 0,015 UA pode significar a evaporação de uma fração substancialmente maior da massa do planeta. Nenhum desses objetos foi encontrado ainda e eles ainda são hipotéticos.

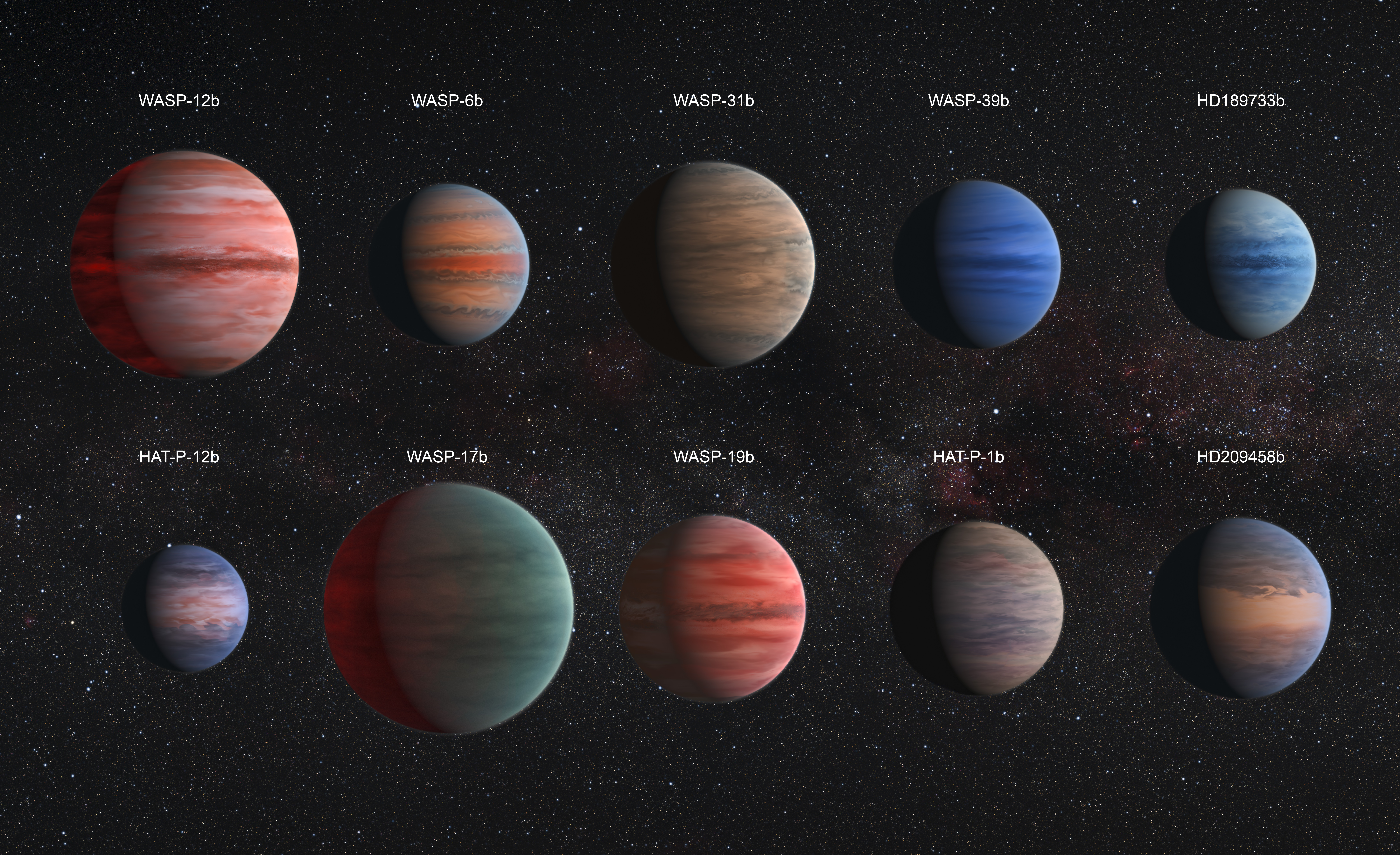
Comparação de exoplanetas "Júpiter quente" (conceito de artista). Do canto superior esquerdo para o canto inferior direito:
WASP-12b, WASP-6b, WASP-31b, WASP-39b, HD 189733 b,
HAT-P-12b, WASP-17b, WASP-19b, HAT-P-1b e HD 209458 b

## Planetas terrestres em sistemas com Júpiteres quentes
Simulações mostraram que a migração de um planeta do tamanho de Júpiter através do disco protoplanetário interno (a região entre 5 e 0,1 UA (unidade astronômica) da estrela) não é tão destrutiva quanto o esperado. Mais de 60% dos materiais do disco sólido nessa região estão espalhados para fora, incluindo planetesimais e protoplanetas, permitindo que o disco formador de planetas se reforme no rastro do gigante gasoso. Na simulação, planetas de até duas massas terrestres foram capazes de se formar na zona habitável depois que o Júpiter quente passou e sua órbita se estabilizou em 0.1 UA. Devido à mistura de material do sistema planetário interno com material do sistema planetário externo de além da linha de gelo, as simulações indicaram que os planetas terrestres que se formaram após a passagem de um Júpiter quente seriam particularmente ricos em água. De acordo com um estudo de 2011, os Júpiteres quentes podem se tornar planetas perturbados enquanto migram para dentro; isso poderia explicar uma abundância de planetas "quentes" do tamanho da Terra a Netuno dentro de 0,2 UA de sua estrela hospedeira.
Um exemplo desses tipos de sistemas é o WASP-47. Existem três planetas internos e um gigante gasoso externo na zona habitável. O planeta mais interno, WASP-47e, é um grande planeta terrestre de 6,83 massas terrestres e 1.8 raios terrestres; o Júpiter quente, WASP-47b, é um pouco mais massivo que Júpiter, mas cerca de 12,63 raios terrestres; um Netuno quente final, WASP-47c, tem 15,2 massas terrestres e 3,6 raios terrestres. Uma arquitetura orbital semelhante também é exibida pelo sistema Kepler-30.

## Órbita retrógrada
Verificou-se que vários Júpiteres quentes têm órbitas retrógradas, em contraste com o que seria esperado da maioria das teorias sobre a formação planetária, embora seja possível que a própria estrela tenha virado no início da formação de seu sistema devido a interações entre o campo magnético da estrela e o disco de formação do planeta, em vez de a órbita do planeta ser perturbada. Ao combinar novas observações com os dados antigos, descobriu-se que mais da metade de todos os Júpiteres quentes estudados têm órbitas desalinhadas com o eixo de rotação de suas estrelas hospedeiras, e seis exoplanetas neste estudo têm movimento retrógrado.
Pesquisas recentes descobriram que vários Júpiteres quentes estão em sistemas desalinhados. Esse desalinhamento pode estar relacionado ao calor da fotosfera em que Júpiter quente está orbitando. Existem muitas teorias propostas sobre por que isso pode ocorrer. Uma dessas teorias envolve a dissipação de maré e sugere que existe um único mecanismo para a produção de Júpiteres quentes e esse mecanismo produz uma série de obliquidades. Estrelas mais frias com maior dissipação de maré amortecem a obliquidade (explicando porque Júpiteres quentes orbitando estrelas mais frias estão bem alinhados) enquanto estrelas mais quentes não amortecem a obliquidade (explicando o desalinhamento observado).

## Júpiteres ultra-quentes
Júpiteres ultra-quentes são Júpiteres quentes com uma temperatura diurna superior a 2 200 K. Nessas atmosferas diurnas, a maioria das moléculas se dissocia em seus átomos constituintes e circula para o lado noturno, onde se recombinam em moléculas novamente.
Um exemplo é o TOI-1431 b, anunciado pela Universidade do Sul de Queensland, Austrália em abril de 2021, que tem um período orbital de apenas dois dias e meio. Sua temperatura diurna é de 2 700 K (2 427 °C), tornando-a mais quente que 40% das estrelas em nossa galáxia. A temperatura noturna é de 2 600 K (2 300 °C).

## Planetas de período ultracurto
Planetas de período ultracurto são uma classe de planetas com períodos orbitais abaixo de um dia e ocorrem apenas em torno de estrelas com menos de 1.25 massas solares.
Júpiteres quentes em trânsito confirmados que têm períodos orbitais de menos de um dia incluem WASP-18b, WASP-19b, WASP-43b e WASP-103b.

## Planetas inchados
Gigantes gasosos com um raio grande e densidade muito baixa são às vezes chamados de "planetas inchados" ou "Saturnos quentes", devido à sua densidade ser semelhante à de Saturno. Planetas inchados orbitam perto de suas estrelas para que o calor intenso da estrela combinado com o aquecimento interno dentro do planeta ajude a inflar a atmosfera. Seis planetas de grande raio e baixa densidade foram detectados pelo método de trânsito. Em ordem de descoberta são eles: HAT-P-1b, COROT-1b, TrES-4, WASP-12b, WASP-17b e Kepler-7b. Alguns Júpiteres quentes detectados pelo método de velocidade radial podem ser planetas inchados. A maioria desses planetas está em torno ou abaixo da massa de Júpiter, pois planetas mais massivos têm gravidade mais forte, mantendo-os aproximadamente do tamanho de Júpiter. De fato, Júpiteres quentes com massas abaixo de Júpiter e temperaturas acima de 1 800 K são tão inflados e inchados que estão todos em caminhos evolutivos instáveis que eventualmente levam ao transbordamento de Roche-Lobe e à evaporação e perda da atmosfera do planeta.
Mesmo levando em consideração o aquecimento da superfície da estrela, muitos Júpiteres quentes em trânsito têm um raio maior do que o esperado. Isso pode ser causado pela interação entre os ventos atmosféricos e a magnetosfera do planeta, criando uma corrente elétrica através do planeta que o aquece, fazendo com que ele se expanda. Quanto mais quente o planeta, maior a ionização atmosférica e, portanto, maior a magnitude da interação e maior a corrente elétrica, levando a mais aquecimento e expansão do planeta. Esta teoria coincide com a observação de que a temperatura planetária está correlacionada com os raios planetários inflados.

## Luas
Pesquisas teóricas sugerem que é improvável que Júpiteres quentes tenham luas, devido a uma pequena esfera de Hill e às forças de maré das estrelas que orbitam, o que desestabilizaria a órbita de qualquer satélite, sendo o último processo mais forte para luas maiores. Isso significa que, para a maioria dos Júpiteres quentes, os satélites estáveis seriam pequenos corpos do tamanho de asteroides. Além disso, a evolução física dos Júpiteres quentes pode determinar o destino final de suas luas: pará-los em semieixos maiores semiassiptóticos ou ejetá-los do sistema onde podem sofrer outros processos desconhecidos. Apesar disso, as observações do WASP-12b sugerem que ele é orbitado por pelo menos uma grande exolua.

## Júpiteres quentes em torno de gigantes vermelhas
Foi proposto que gigantes gasosos orbitando gigantes vermelhas a distâncias semelhantes à de Júpiter poderiam ser Júpiteres quentes devido à intensa irradiação que receberiam de suas estrelas. É muito provável que no Sistema Solar, Júpiter se torne um Júpiter quente após a transformação do Sol em uma gigante vermelha. A recente descoberta de gigantes gasosos de densidade particularmente baixa orbitando estrelas gigantes vermelhas apoia essa teoria.
Os Júpiteres quentes que orbitam gigantes vermelhas diferem daqueles que orbitam as estrelas da sequência principal de várias maneiras, mais notavelmente a possibilidade de agregar material dos ventos estelares de suas estrelas e, assumindo uma rotação rápida (não bloqueada por maré em suas estrelas), um calor muito mais uniformemente distribuído com muitos jatos de banda estreita. Sua detecção usando o método de trânsito seria muito mais difícil devido ao seu pequeno tamanho em comparação com as estrelas que orbitam, bem como o longo tempo necessário (meses ou até anos) para que transite sua estrela e seja ocultado por ela.

## Interações estrela-planeta
Pesquisas teóricas desde 2000 sugeriram que "Júpiteres quentes" podem causar aumento da erupção estelar devido à interação dos campos magnéticos da estrela e seu exoplaneta em órbita, ou por causa das forças de maré entre eles. Esses efeitos são chamados de "interações estrela-planeta" ou SPI. O sistema HD 189733 é o sistema de exoplanetas mais bem estudado onde se pensava que este efeito ocorresse.
Em 2008, uma equipe de astrônomos descreveu pela primeira vez como, à medida que o exoplaneta que orbita HD 189733 A, atinge um determinado local em sua órbita, causa um aumento da erupção estelar. Em 2010, uma equipe diferente descobriu que toda vez que observavam o exoplaneta em uma determinada posição em sua órbita, também detectavam explosões de raios-X. Em 2019, os astrônomos analisaram dados do Observatório de Arecibo, MOST e do Telescópio Fotoelétrico Automatizado, além de observações históricas da estrela em comprimentos de onda de rádio, óptico, ultravioleta e raios-X para examinar essas alegações. Eles descobriram que as alegações anteriores eram exageradas e que a estrela hospedeira não exibia muitas das características de brilho e espectrais associadas à erupção estelar e regiões ativas solares, incluindo manchas solares. Sua análise estatística também descobriu que muitas erupções estelares são vistas independentemente da posição do exoplaneta, desmascarando as alegações anteriores. Os campos magnéticos da estrela hospedeira e do exoplaneta não interagem, e não se acredita mais que este sistema tenha uma "interação estrela-planeta". Alguns pesquisadores também sugeriram que HD 189733 acumula, ou puxa, material de seu exoplaneta em órbita a uma taxa semelhante à encontrada em torno de protoestrelas jovens em sistemas estelares T Tauri. Análises posteriores demonstraram que muito pouco, ou nenhum, gás foi acrescido do companheiro "Júpiter quente".